# Club Atlético de Madrid 1955-1956
Questa voce raccoglie le informazioni riguardanti il Club Atlético de Madrid nelle competizioni ufficiali della stagione 1955-1956.

## Stagione
Nella stagione 1955-1956 i Colchoneros, allenati da Antonio Barrios, terminarono il campionato al quinto posto. In Coppa del Generalísimo l'Atlético Madrid arrivò secondo, perdendo in finale con l'Atlético Bilbao. Il risultato di 9-0 inflitto all'Hércules alla prima giornata rappresenta il miglior risultato di sempre al debutto della Liga per l'Atlético.

## Maglie e sponsor
| Manica sinistra · Manica sinistra · Maglietta · Maglietta · Manica destra · Manica destra · Pantaloncini · Calzettoni |

## Rosa
| N. |                     | Ruolo | Calciatore                  |
| -- | ------------------- | ----- | --------------------------- |
| -  | Spagna (bandiera)   | P     | Manuel Pazos                |
| -  | Spagna (bandiera)   | P     | José Chércoles              |
| -  | Spagna (bandiera)   | D     | Ramón Cobo                  |
| -  | Spagna (bandiera)   | D     | Verde                       |
| -  | Spagna (bandiera)   | D     | José María Martín Rodríguez |
| -  | Paraguay (bandiera) | D     | Heriberto Herrera           |
| -  | Spagna (bandiera)   | D     | Antonio Collar              |
| -  | Spagna (bandiera)   | D     | Alberto Callejo             |
| -  | Spagna (bandiera)   | D     | Rafael Mújica               |
| -  | Spagna (bandiera)   | C     | José Hernández González     |
| -  | Spagna (bandiera)   | C     | Alfonso Silva Placeres      |

| N. |                      | Ruolo | Calciatore            |
| -- | -------------------- | ----- | --------------------- |
| -  | Spagna (bandiera)    | C     | Pedro Buendía         |
| -  | Spagna (bandiera)    | C     | Joaquín Peiró         |
| -  | Cile (bandiera)      | C     | Francisco Molina      |
| -  | Argentina (bandiera) | A     | Juan Carlos Lorenzo   |
| -  | Spagna (bandiera)    | A     | Adrián Escudero       |
| -  | Spagna (bandiera)    | A     | Enrique Collar        |
| -  | Spagna (bandiera)    | A     | Miguel González Pérez |
| -  | Spagna (bandiera)    | A     | Agustín Sánchez       |
| -  | Uruguay (bandiera)   | A     | Rafael Souto          |
| -  | Spagna (bandiera)    | A     | Rafa Delgado          |

## Risultati

### Primera División

#### Girone di andata
| Arbitro: | Enrique Blanco Pérez |

|                                                                        |           |  |
| Escudero 32’, 37’, 83’ Molina 41’, 47’, 70’ Miguel 54’, 65’ Collar 87’ | Marcatori |  |

| Arbitro: | Julián Arqué Martín |

|                    |           |                       |
| Villaverde 7’, 81’ | Marcatori | 82’ Collar 87’ Molina |

| Arbitro: | José Guerra Prieto |

|                                                                                |           |             |
| Miguel 7’ Agustín 40’, 62’ (rig.) Molina 43’ Escudero 54’, 75’, 79’ Collar 56’ | Marcatori | 85’ Echaniz |

| Arbitro: | Rafael Tamarit Falaguera |

|                              |           |                 |
| Domingo 37’, 66’ Murillo 68’ | Marcatori | 23’ (aut.) Tini |

| Arbitro: | Juan Gardeazabal Garay |

|                                       |           |          |
| Molina 2’, 50’ Collar 5’ Escudero 52’ | Marcatori | 85’ Arza |

| Arbitro: | Andrés Rivero Lecuona |

|                                           |           |                        |
| Joseíto 30’ Pérez-Payá 47’ Di Stéfano 49’ | Marcatori | 34’ Agustín 89’ Collar |

| Arbitro: | Ramón Azón Roma |

|                                             |           |             |
| Quincoces 18’ (aut.) Agustín 53’ Miguel 88’ | Marcatori | 12’ Fuertes |

| Arbitro: | Julián Arnal Valdivieso |

|                      |           |                     |
| Eliseo 20’ Mauro 52’ | Marcatori | 25’ Miguel 83’ Cobo |

| Arbitro: | Antonio Balcells Regué |

|                         |           |                             |
| Escudero 18’ Miguel 53’ | Marcatori | 26’, 39’ Bilbao 82’ Artetxe |

| Arbitro: | José Guerra Prieto |

|                                            |           |              |
| Moreno 18’, 66’ Méndez 29’ (aut.) Ruiz 41’ | Marcatori | 86’ Escudero |

| Arbitro: | José María Ortiz de Mendíbil |

|                                                  |           |             |
| Molina 5’, 7’ Agustín 30’, 65’ Escudero 49’, 75’ | Marcatori | 60’ Vallejo |

| Arbitro: | José Bielsa Naval |

|                       |           |             |
| Igoa 40’ Paz 68’, 76’ | Marcatori | 53’ Agustín |

| Arbitro: | Antonio Balcells Regué |

|            |           |             |
| Molina 30’ | Marcatori | 80’ Ricardo |

| Arbitro: | Julián Arnal Valdivieso |

|                                |           |  |
| Molina 40’, 70’, 87’ Peiró 71’ | Marcatori |  |

| Arbitro: | Juan Gardeazabal Garay |

|                                  |           |  |
| Iglesias 17’ Polo 32’ Pahiño 57’ | Marcatori |  |

#### Girone di ritorno
| Arbitro: | Julián Arqué Martín |

|  |           |                 |
|  | Marcatori | 47’, 59’ Molina |

| Arbitro: | Enrique Blanco Pérez |

|  |           |                     |
|  | Marcatori | 9’ Tejada 55’ Areta |

| Vitoria 29 gennaio 1956 18ª giornata | Alavés                   | 0 – 0 referto | Atlético Madrid | Mendizorrotza\| Arbitro: \| Rafael Tamarit Falaguera \| |
| Arbitro:                             | Rafael Tamarit Falaguera |               |                 |                                                         |

| Arbitro: | Juan Gardeazabal Garay |

|                        |           |            |
| Escudero 52’, 60’, 73’ | Marcatori | 5’ Domingo |

| Arbitro: | Enrique Blanco Pérez |

|                                      |           |  |
| Ramoní 11’ Pepillo 21’ Arza 37’, 85’ | Marcatori |  |

| Arbitro: | Federico Mosquera Maceiras |

|            |           |  |
| Molina 14’ | Marcatori |  |

| Arbitro: | Juan Gardeazabal Garay |

|  |           |            |
|  | Marcatori | 85’ Martín |

| Arbitro: | Lucas Saz Olmedo |

|                                           |           |                             |
| Escudero 20’ Miguel 32’ Eliseo 55’ (aut.) | Marcatori | 67’ Gausí 70’ Carlos Torres |

| Arbitro: | Rafael Tamarit Falaguera |

|                          |           |           |
| Merodio 52’ Marcaida 68’ | Marcatori | 85’ Peiró |

| Arbitro: | Andrés Rivero Lecuona |

|                                                 |           |  |
| Escudero 11’ Peiró 25’, 33’ Cobo 60’ Molina 76’ | Marcatori |  |

| Arbitro: | Ramón Azón Roma |

|                  |           |                                  |
| Vallejo 22’, 27’ | Marcatori | 12’, 46’, 84’ Peiró 77’ Escudero |

| Arbitro: | José María Ortiz de Mendíbil |

|                                                  |           |                                                                     |
| A. Collar 5’ Escudero 59’, 86’ (rig.) Miguel 78’ | Marcatori | 26’ Igoa 34’ Alkiza 50’ Huércanos 53’ Galardi 70’ (rig.) Gordejuela |

| Arbitro: | Enrique Blanco Pérez |

|          |           |           |
| Peña 53’ | Marcatori | 13’ Peiró |

| Arbitro: | Julián Arnal Valdivieso |

|              |           |  |
| Pallarés 30’ | Marcatori |  |

| Arbitro: | Antonio Balcells Regué |

|                                         |           |           |
| Escudero 16’, 44’ Agustín 65’ Peiró 89’ | Marcatori | 35’ Bazán |

### Coppa del Generalísimo
| Arbitro: | Lucas Saz Olmedo |

|             |           |                                     |
| Ricardo 46’ | Marcatori | 28’ Miguel 33’, 89’ Collar 53’ Rafa |

| Arbitro: | Ramón Azón Roma |

|                                              |           |  |
| Escudero 30’, 41’, 58’, 86’ Agustín 40’, 70’ | Marcatori |  |

| Arbitro: | Juan Gardeazabal Garay |

|                        |           |                        |
| Arregui 41’ Méndez 77’ | Marcatori | 26’ Escudero 83’ Peiró |

| Arbitro: | Julián Arqué Martín |

|                                                          |           |  |
| Escudero 10’ Agustín 38’ Collar 50’ Peiró 70’ Molina 88’ | Marcatori |  |

| Arbitro: | Rafael Tamarit Falaguera |

|           |           |                    |
| Faura 64’ | Marcatori | 69’ Rafa 86’ Peiró |

| Arbitro: | Andrés Rivero Lecuona |

|  |           |            |
|  | Marcatori | 22’ Piquín |

| Arbitro: | Juan Gardeazabal Garay |

|                            |           |  |
| Collar 41’ Molina 50’, 65’ | Marcatori |  |

| Arbitro: | Julián Arqué Martín |

|                          |           |            |
| Artetxe 38’ Maguregi 70’ | Marcatori | 26’ Molina |

## Statistiche

### Statistiche di squadra
| Competizione           | Punti | Totale | Totale | Totale | Totale | Totale | Totale | DR  |
| Competizione           | Punti | G      | V      | N      | P      | Gf     | Gs     | DR  |
| ---------------------- | ----- | ------ | ------ | ------ | ------ | ------ | ------ | --- |
| Primera División       | 33    | 30     | 14     | 5      | 11     | 75     | 49     | +26 |
| Coppa del Generalísimo | -     | 8      | 5      | 1      | 2      | 23     | 7      | +16 |
| Totale                 | 33    | 38     | 19     | 7      | 13     | 98     | 56     | +42 |